# Життя чи щось таке
Життя чи щось таке (англ. Life or Something Like It) — американський романтичний комедійно-драматичний фільм 2002 року режисера Стівена Герека. У головній ролі знялася Анджеліна Джолі, більша частина фільму була знята в районі Сіетла. Оригінальний музичний супровід написав Девід Ньюмен.
Сюжет зосереджений на телевізійній репортерці Лейні Керріган та її пошуках сенсу в житті. Фільм вийшов 26 квітня 2002 року, отримав переважно негативні відгуки та окупив менше половини свого бюджету.

## Сюжет
Лейні Керріган, успішна репортерка телевізійної станції в Сіетлі, бере інтерв'ю у самопроголошеного пророка Джека, щоб дізнатися, чи справді він може передбачати рахунки футбольних матчів. Він не лише передбачає точний рахунок і те, що наступного ранку випаде град, але й те, що Лейні помре через сім днів, наступного четверга.
Коли перші два пророцтва Джека збуваються, Лейні панікує та знову зустрічається з ним, щоб попросити ще одне пророцтво, аби ще раз випробувати його. Джек каже їй, що о 9:06 ранку в Сан-Франциско відбудеться відносно сильний землетрус, котрий справді відбувається. Тепер Лейні переконана, що вона помре, тому переоцінює своє життя.
Лейні намагається знайти розраду у своєму хлопцеві, відомому бейсболісті Келі Купері, та в родині, але там мало що виходить. Її давня амбіція з'явитися на мережевому телебаченні починає здаватися далекою мрією. У своєму відчаї вона припускається професійних помилок, але зрештою знаходить підтримку з неочікуваного джерела: свого заклятого ворога, оператора Піта Скенлона, з яким у неї колись був випадковий секс.
Піт знайомить Лейні з новим підходом до життя: проживати кожну мить життя на повну та робити те, чого вона завжди хотіла. Вона проводить день з ним та його сином Томмі, який живе з матір'ю.
Тієї ночі Лейні та Піт сплять разом вдруге. Наступного дня Лейні отримує можливість отримати роботу своєї мрії в Нью-Йорку. Вона просить Піта поїхати з нею, але він відмовляється, кажучи їй, що її жага до успіху та слави ніколи не закінчиться. Лейні вирушає до Нью-Йорка.
Піт знаходить Джека, щоб сказати йому, як сильно він помиляється, адже Лейні отримала роботу, яку він передбачив їй не отримати. Однак Джек пояснює, що він мав рацію, оскільки Лейні ніколи не зможе виконувати роботу, бо помре ще до її початку. Він також пророкує про ангела, який падає з неба. Коли Піт чує про загибель відомого колишнього бейсболіста команди «Енджелс» в авіакатастрофі, він намагається зателефонувати Лейні, щоб попередити її. Тоді, коли він не може до неї дістатися, він летить до Нью-Йорка.
Лейні, не переймаючись пророцтвом Джека, бере інтерв'ю у свого кумира, відомої медіаособистості, Дебори Коннорс. Розуміючи, наскільки дріб'язковими є початкові запитання, вона імпровізує, ділячись зворушливим моментом з Деборою в прямому ефірі. Інтерв'ю отримує високі оцінки. Телемережа одразу пропонує їй посаду, але Лейні відмовляється, розуміючи, що хоче життя з Пітом у Сіетлі.
Коли Лейні виходить зі студії, поліцейський вступає в конфлікт з чоловіком поруч, який стріляє в повітря. Піт намагається попередити її з іншого боку вулиці, але вона потрапляє під перехресний вогонь. Лейні помирає в операційній, але її реанімують. Коли вона прокидається, Піт зізнається, що кохає її з першого разу, як побачив, а Лейні каже йому, що теж кохає його.
Пізніше Піт, Лейні та Томмі дивляться бейсбольний матч Кела, поки Лейні (закадровим голосом) каже, що одна частина її померла — та частина, яка не знала, як жити.

## Акторський склад
- Анджеліна Джолі в ролі Лені Керріган
  - Емі Естерле в ролі 15-річної Лені Керріган
  - Маріка Ануїк в ролі 10-річної Лені Керріган
  - Ешлін Морган Вільямс в ролі 5-річної Лені Керріган
- Едвард Бернс[en] в ролі Піта Скенлона
- Тоні Шалуб в ролі Пророка Джека
- Крістіан Кейн в ролі Кела Купера
- Мелісса Ерріко[en] в ролі Андреа
- Джеймс Геммон[en] в ролі Пета Керріган
- Стокард Ченнінґ в ролі Дебори Коннорс
- Ліза Торнгілл[en] в ролі Гвен
  - Кейсі Стівенс в ролі 15-річної Гвен
- Грегорі Ітцін в ролі Денніса
- Макс Бейкер в ролі Віна
- Віна Суд[en] в ролі Доктора
- Джессі Джеймс Резерфорд[en] в ролі Томмі
- Аманда Таппінг в ролі Керрі Меддокс

## Виробництво
Більша частина фільму була знята на місцевості в Сіетлі, штат Вашингтон, хоча деякі частини також знімалися в центрі Ванкувера, Британська Колумбія. Телевізійна станція у фільмі, KQMO, насправді була справжньою сіетлською телестанцією «KOMO-TV» (логотип KOMO був змінений на знімальному майданчику KOMO 4 News та на кількох транспортних засобах KOMO, а також було додано кілька прапорців на мікрофони).
Кілька працівників KOMO з'являються в епізодичних ролях; серед них — давні ведучі Ден Льюїс та Марго Майєрс (остання перейшла на «KIRO-TV» у січні 2005 року), ведучий програми прогнозу погоди та «Front Runners» Стів Пул, а також ведуча програми прогнозу погоди вихідного дня Терон Зан. Серед інших працівників KOMO, які коротко з'являлися в епізодичних ролях, — Джон Шаріфі, з «People Helper», та репортерка Мішель Естебан.
Крім того, ведучі новин з Ванкувера Памела Мартін та Джилл Кроп, які на той час працювали на BCTV, ненадовго з'явилися у сценах, знятих у студіях BCTV.

## Сприйняття
Фільм отримав загалом несхвальні відгуки. На сайті агрегатора рецензій Rotten Tomatoes фільм «Життя чи щось таке» має загальний рейтинг 28 % на основі 121 відгуку із середнім балом 4,5 з 10. Консенсус критиків сайту гласить: «Хоча Джолі приваблива, „Життя чи щось таке“ надто штучне та передбачуване, щоб переконливо передати своє послання зупинитися, щоб понюхати троянди». Metacritic присвоїв фільму середньозважену оцінку 31 зі 100 на основі відгуків 32 критиків, що вказує на «загалом несхвальні» відгуки. Глядачі, опитані «CinemaScore», поставили фільму середню оцінку «B+» за шкалою від A+ до F.
Гра Джолі у фільмі принесла їй номінацію на премію «Золота малина» як найгіршій акторці.

### Касові збори
Фільм зазнав комерційних та фінансових збитків, зібравши лише 16 872 671 долар США при бюджеті в 40 000 000 доларів США.